# Lore Börner
Lore Börner (* 3. November 1928 in Potsdam; † 6. Mai 2011 in Berlin) war eine deutsche Kunsthistorikerin und Numismatikerin. Ihre Karriere war eng mit dem Münzkabinett auf der Museumsinsel verbunden, wo sie insbesondere zu den neuzeitlichen Medaillen forschte.

## Leben und Leistungen
Lore Börner studierte an der Humboldt-Universität zu Berlin Kunstgeschichte und schloss ihr Studium 1952 mit einer Arbeit über Adalbert Stifters Verhältnis zur bildenden Kunst in seinen Dichtungen mit dem Diplom ab. Danach begann sie eine Tätigkeit am Märkischen Museum. 1956 wechselte sie an das Münzkabinett der Staatlichen Museen. Börner war hier 100 Jahre nach der Ausgründung eines eigenen numismatischen Berliner Museums und generell in der Geschichte der zunächst königlichen und später staatlichen Sammlungen die erste wissenschaftlich tätige Frau. Zudem war sie die erste Wissenschaftlerin, die sich vorrangig um die Medaillen kümmern sollte, für die sie sich als Kunsthistorikerin vor allem interessierte. Zudem sollte sie Direktor Arthur Suhle bei der Betreuung der neuzeitlichen Münzen unterstützen. 1958, nachdem die Bestände des Museums, die 1945 in die Sowjetunion verbracht worden waren, wieder an die DDR zurückgegeben worden waren, war Börner an der Generalrevision der Sammlung beteiligt, die die folgenden Jahrzehnte in Anspruch nehmen sollte. 1964 wurde sie stellvertretende Direktorin und Abteilungsleiterin für Neuzeitliche Münzen und Medaillen. Vor allem in den letzten Jahren von Suhles Direktorat ab den späten 1960er Jahren vertrat sie diesen, da er wegen schwerer Krankheit nur noch wenig im Münzkabinett anwesend war. So war sie für die Anstellung Bernd Kluges 1972 verantwortlich und damit maßgeblich verantwortlich für die Gewinnung eines der bedeutendsten deutschen Numismatiker seiner Generation für dieses Fach. 1970 war Börner mit einer Arbeit zum Thema Deutsche Gnadenpfennige. Ein Beitrag zur Porträt- und Kulturgeschichte der Medaille des 16. und 17. Jahrhunderts an der Universität Halle promoviert worden. Nachdem Heinz Fengler 1973 Direktor geworden war, blieb Börner dessen Stellvertreterin. Als Wolfgang Steguweit 1988 Direktor wurde, wurde Bernd Kluge dessen Stellvertreter. Mit diesem entwickelte sie die Ausstellung Die Sprache der Medaille, die von 1990 bis 1994 im Bode-Museum zu sehen war. 1990 ging sie in den Ruhestand, arbeitete aber auch danach noch solange ehrenamtlich für das Münzkabinett weiter, wie ihre Gesundheit das zuließ. Sie wurde auf dem Waldfriedhof Grünau bestattet.
In ihren mehr fast 35 Jahren am Münzkabinett galt Börner, wie es Bernd Kluge und Hermann Simon in ihren Beiträgen zum Buch aus dem Anlass zum 150-jährigen Bestehens des eigenständigen Münzkabinetts ausführen, als der „gute Geist“ beziehungsweise die „Seele des Kabinetts“ der Sammlung, liebenswert, bescheiden, hilfsbereit und aufgeschlossen. Mit Deutschen Medaillenkleinode des 16. und 17. Jahrhunderts legte sie ein wirkmächtiges Buch zu diesem Themenbereich für eine breite Öffentlichkeit vor. Ihre bedeutendste wissenschaftliche Arbeit war jedoch die Erstellung des Bestandskataloges zu den italienischen Medaillen der Renaissance und des Barock in der Berliner Sammlung. Schon Mitte der 1960er Jahre erarbeitete sie den Registerband für das sechsbändige Werk Beschreibung der bekanntesten Kupfermünzen von Josef Neumann (1815–1878), der als siebter Band des Werkes herausgebracht wurde. Sie verfasste ebenso Beiträge für den Thieme-Becker, das Jahrbuch der Ostberliner Staatlichen Museen, Forschungen und Berichte der Staatlichen Museen zu Berlin, als auch für die repräsentativen Ausstellungskataloge der wichtigen Ausstellungen Kunst der Reformationszeit (1983) und Kunst in Berlin 1648–1987 (1987). Schon vor dem Mauerfall war Börner korrespondierendes Mitglied der Numismatischen Gesellschaft zu Berlin, seit 2003 war sie deren Ehrenmitglied. Darüber hinaus gehörte sie der Deutschen Gesellschaft für Medaillenkunst an. Als Stifterin übereignete Börner dem Münzkabinett 1963 das dort aufbewahrte Referenzexemplar für das 1-Mark-Stück der DDR.

## Publikationen (Auswahl)
- Münzkabinett. Italienische Renaissancemedaillen (= Kleine Schriften der Staatlichen Museen zu Berlin. Band 1). Staatliche Museen zu Berlin, Berlin 1962.
- Deutschen Medaillenkleinode des 16. und 17. Jahrhunderts (= Kulturgeschichtliche Miniaturen). Edition Leipzig, Leipzig 1981.
  - bundesdeutsche Lizenzausgabe: Edition Popp, Würzburg 1981, ISBN 3-88155-083-6.
- mit Wolfgang Steguweit: Die Sprache der Medaille. Wegleitung zur Ausstellung des Münzkabinetts, Staatliche Museen zu Berlin. Staatliche Museen zu Berlin. Münzkabinett, Berlin 1990.
- Von Pisano bis Selvi. Vierzig Meisterwerke der italienischen Medaillenkunst der Renaissance und des Barock (= Das Kabinett. Schriftenreihe des Münzkabinetts, Band 2). Staatliche Museen zu Berlin. Münzkabinett, Berlin 1995, ISBN 3-88609-384-0.
- Die italienischen Medaillen der Renaissance und des Barock (1450 bis 1750) (= Berliner numismatische Forschungen. Neue Folge, Band 5). Gebr. Mann, Berlin 1997, ISBN 3-7861-1891-4.